# Sachsenried (Schwabsoien)
Sachsenried ist ein Ortsteil der Gemeinde Schwabsoien im oberbayerischen Landkreis Weilheim-Schongau.

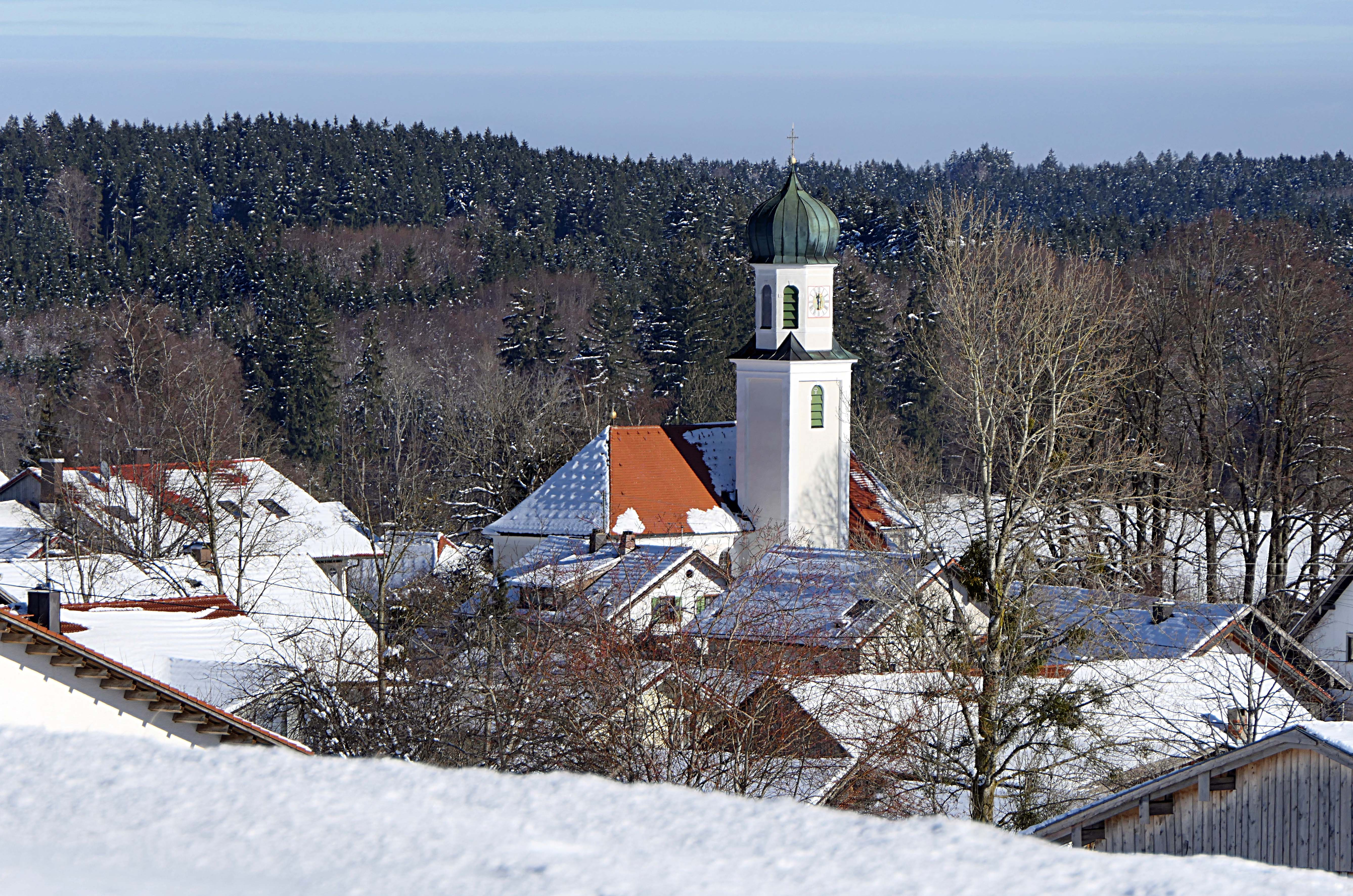
St. Martin in Sachsenried

## Geografie
Das Pfarrdorf Sachsenried liegt circa drei Kilometer westlich Schwabsoien an einem Moränenzug.
Nördlich von Sachsenried erstreckt sich der nach dem Pfarrdorf benannte Sachsenrieder Forst.

## Geschichte
Sachsenried entstand im 8. Jahrhundert im Zuge der Errichtung von Rodungssiedlungen unter Karl dem Großen. Der Name Sachsenried stammt von den hier angesiedelten Sachsen.
Erstmals urkundlich erwähnt wird Sachsenried 1059, König Heinrich IV. überlässt dem Augsburger Bischof das Jagdrecht.
Im Jahr 1218 fällt das Pfarrdorf an das Kloster St. Mang in Füssen.
In einer Beschreibung der Diözese Augsburg werden 1603 in Sachsenried 33 Häuser, 164 Einwohner und die Pfarrkirche des Hl. Martin erwähnt.
Im Dreißigjährigen Krieg brach in Sachsenried die Pest aus, 155 der 164 Einwohner verstarben 1628 an der Krankheit.
Sachsenried war bis zur Eingemeindung nach Schwabsoien am 1. Mai 1978 eine eigenständige Gemeinde.

## Sehenswürdigkeiten
In Sachsenried befindet sich die katholische Pfarrkirche St. Martin. Der im Kern spätgotische Bau wurde 1753–1761 im Stil des Rokoko umgestaltet.
Siehe auch: Liste der Baudenkmäler in Sachsenried
Aussichtspunkt Knöbel (866 m ü. NHN) mit Panoramablick vom Wendelstein bis zu den Allgäuer Alpen